# Sofie (film)
Sofie è un film del 1992 diretto da Liv Ullmann.